# Lekkoatletyka na Letnich Igrzyskach Olimpijskich 1936 – rzut dyskiem kobiet

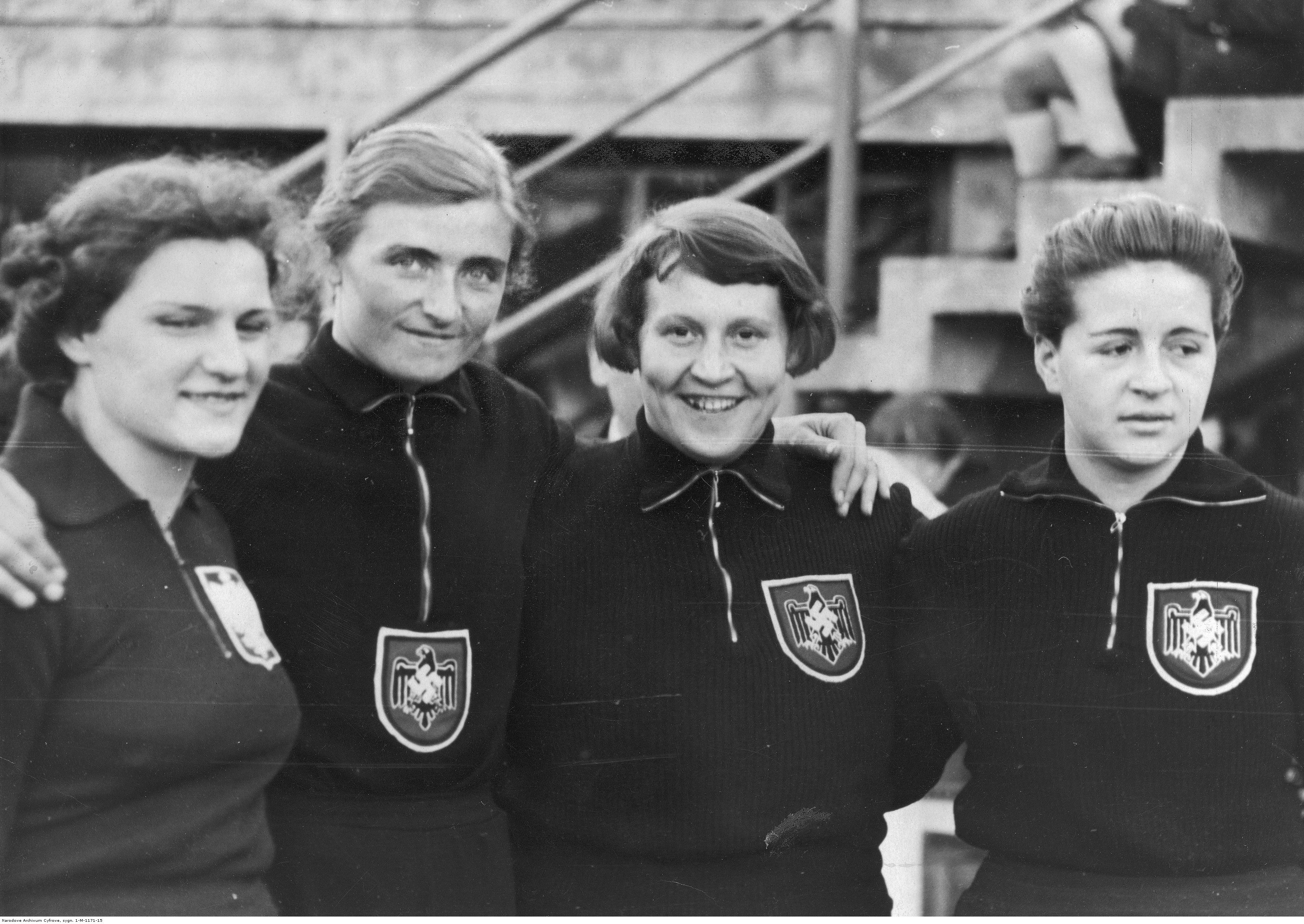
Gisela Mauermayer (druga od lewej)

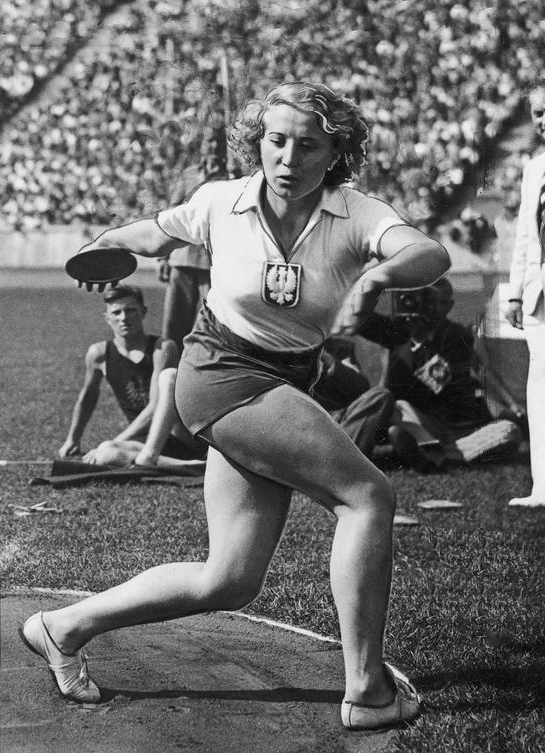
Jadwiga Wajsówna

Rzut dyskiem kobiet był jedną z konkurencji rozgrywanych podczas XI Letnich Igrzysk Olimpijskich. Rozegrano od razu finał 4 sierpnia 1936 roku na Stadionie Olimpijskim w Berlinie. Wystartowało 19 zawodniczek z 11 krajów.

## Rekordy
|                   | Zawodniczka       | Wynik | Miejsce     | Data                 |
| ----------------- | ----------------- | ----- | ----------- | -------------------- |
| Rekord świata     | Gisela Mauermayer | 48,31 | Berlin      | 11 lipca 1936(dts)   |
| Rekord olimpijski | Lillian Copeland  | 40,58 | Los Angeles | 2 sierpnia 1932(dts) |

## Terminarz
| Data            |       | Godzina |
| --------------- | ----- | ------- |
| 4 sierpnia 1936 | Finał | 15:15   |

## Wyniki
Rozegrano tylko serię finałową. 
| Poz. | Zawodniczka           | Reprezentacja     | Próby | Próby | Próby | Próby | Próby | Próby | Wynik | Uwagi |
| Poz. | Zawodniczka           | Reprezentacja     | 1     | 2     | 3     | 4     | 5     | 6     | Wynik | Uwagi |
| ---- | --------------------- | ----------------- | ----- | ----- | ----- | ----- | ----- | ----- | ----- | ----- |
| 1.   | Gisela Mauermayer     | III Rzesza        | 47,63 | 41,64 | 40,70 | 36,27 | 43,54 | 44,26 | 47,63 | OR    |
| 2.   | Jadwiga Wajsówna      | Polska            | 44,69 | 31,99 | 46,22 | 43,36 | x     | 42,89 | 46,22 | [ 3 ] |
| 3.   | Paula Mollenhauer     | III Rzesza        | 38,59 | 37,45 | 33,27 | 35,82 | x     | 39,80 | 39,80 |       |
| 4.   | Ko Nakamura           | Japonia           | 35,84 | 37,21 | 38,24 | 31,39 | 32,73 | 37,87 | 38,24 |       |
| 5.   | Hide Mineshima        | Japonia           | 37,04 | 37,35 | 35,25 | 35,73 | 32,72 | 33,98 | 37,35 |       |
| 6.   | Birgit Lundström      | Szwecja           | 35,82 | 33,97 | 31,84 | 35,92 | 31,33 | 34,42 | 35,92 |       |
| 7.   | Ans Niesink           | Holandia          | 34,03 | 35,21 | 32,64 | –     | –     | –     | 35,21 |       |
| 8.   | Gertrude Wilhelmsen   | Stany Zjednoczone | 33,68 | 34,43 | x     | –     | –     | –     | 34,43 |       |
| 9.   | Helen Stephens        | Stany Zjednoczone | 34,33 | 31,58 | 32,76 | –     | –     | –     | 34,33 |       |
| 10.  | Gabre Gabric          | Włochy            | 27,09 | 34,31 | 28,64 | –     | –     | –     | 34,31 |       |
| 11.  | Margarethe Held       | Austria           | x     | 33,15 | 34,05 | –     | –     | –     | 34,05 |       |
| 12.  | Margaréta Schieferová | Czechosłowacja    | x     | 34,03 | x     | –     | –     | –     | 34,03 |       |
| 13.  | Veronika Kohlbach     | Austria           | 34,00 | 33,68 | 31,86 | –     | –     | –     | 34,00 |       |
| 14.  | Lucienne Velu         | Francja           | 29,92 | 29,51 | 33,95 | –     | –     | –     | 33,95 |       |
| 15.  | Fumi Kojima           | Japonia           | 33,66 | 31,97 | 30,42 | –     | –     | –     | 33,66 |       |
| 16.  | Tini Koopmans         | Holandia          | 30,03 | 33,50 | 33,20 | –     | –     | –     | 33,50 |       |
| 17.  | Vera Neferović        | Jugosławia        | x     | 33,02 | 27,67 | –     | –     | –     | 33,02 |       |
| 18.  | Evelyn Ferrara        | Stany Zjednoczone | 29,50 | 32,52 | 31,07 | –     | –     | –     | 32,52 |       |
| 19.  | Anna Hagemann         | III Rzesza        | 28,48 | x     | x     | –     | –     | –     | 28,48 |       |